# Шурдин (перевал)
Шурдин — перевал через хребет Ракова в Покутско-Буковинских Карпатах. Расположен в Черновицкой области, в пределах Вижницкого района. Высота 1173 м. Через Шурдин проходит автодорога Берегомет — Селятин. С северной стороны перевала дорога проходит склонами хребта Немчич (ответвление хребта Ракова), где делает многочисленные, местами крутые, повороты.
Окружающие горы покрыты лесами с участием ели, бука, явора, берёзы. На юго-западных склонах перевала, которые спускаются к бассейну реки Путила, большие площади заняты лугами.
Ближайшие населённые пункты: с. Долишний Шепот, с. Русская, с. Фошки.